# I Feel Fine
"I Feel Fine" é uma canção da banda britânica The Beatles, lançada em 1964. Foi escrita por John Lennon, mas creditada a Lennon/McCartney. Chegou ao topo da parada britânica em 12 de dezembro do mesmo ano, desbancando o single "Little Red Rooster" dos Rolling Stones, e ali permaneceu por cinco semanas. Também chegou ao topo da parada americana Billboard Hot 100.

## Créditos
- John Lennon: vocal principal, guitarra base

- Paul McCartney: vocal de apoio, baixo

- George Harrison: vocal de apoio, guitarra solo

- Ringo Starr: bateria

## Covers
- Em 1967, Alma Cogan lançou uma versão da canção no álbum Alma.
- Em 1988, Sweethearts of the Rodeo lançaram uma versão country da canção.
- Em 1998, The Punkles lançaram uma versão punk da canção no álbum de estreia deles, The Punkles.
- Em 2002, Take That incluíram "I Feel Fine" na "Beatles Medley".
- Em 2003, Curtis Stigers fez uma versão de balada no álbum You Inspire Me.
- Em 2005, Les Fradkin lançou uma versão instrumental no seu álbum While My Guitar Only Plays.